# Freddy Quinn
Freddy Quinn (Hardegg, Áustria, 27 de setembro de 1931) é um cantor pop e ator austríaco. Seu nome real é Franz Eugen Helmut Manfred Nidl.
Entre 1956 e 1966, teve 10 canções que foram hits número 1 na Alemanha Ocidental. Ele foi o representante da Alemanha no Festival Eurovisão da Canção de 1956 e tornou-se um dos intérpretes de canções com maior sucesso no mundo.
Em 1960, participou do filme Freddy - Weit ist der Weg no papel título. O filme, dirigido por Wolfgang Schleif com roteiro de Carlos Alberto de Souza Barros e Kurt Nachmann, se passa no Brasil.